# Musée ferroviaire de Donetsk
Le musée ferroviaire de Donetsk  (en ukrainien : Музей історії та залізничної техніки Південної залізниці) est l'un des musées ferroviaire d'Ukraine. Il a été fondé en 2000 à Donetsk au 47 de la rue Artemivksa.

## Historique
Il présente dix mille pièces retraçant l’expansion des chemins de fer dans la région du Donbass. Uniformes, matériel roulant, matériel d'usage et de réparation.

## Collections

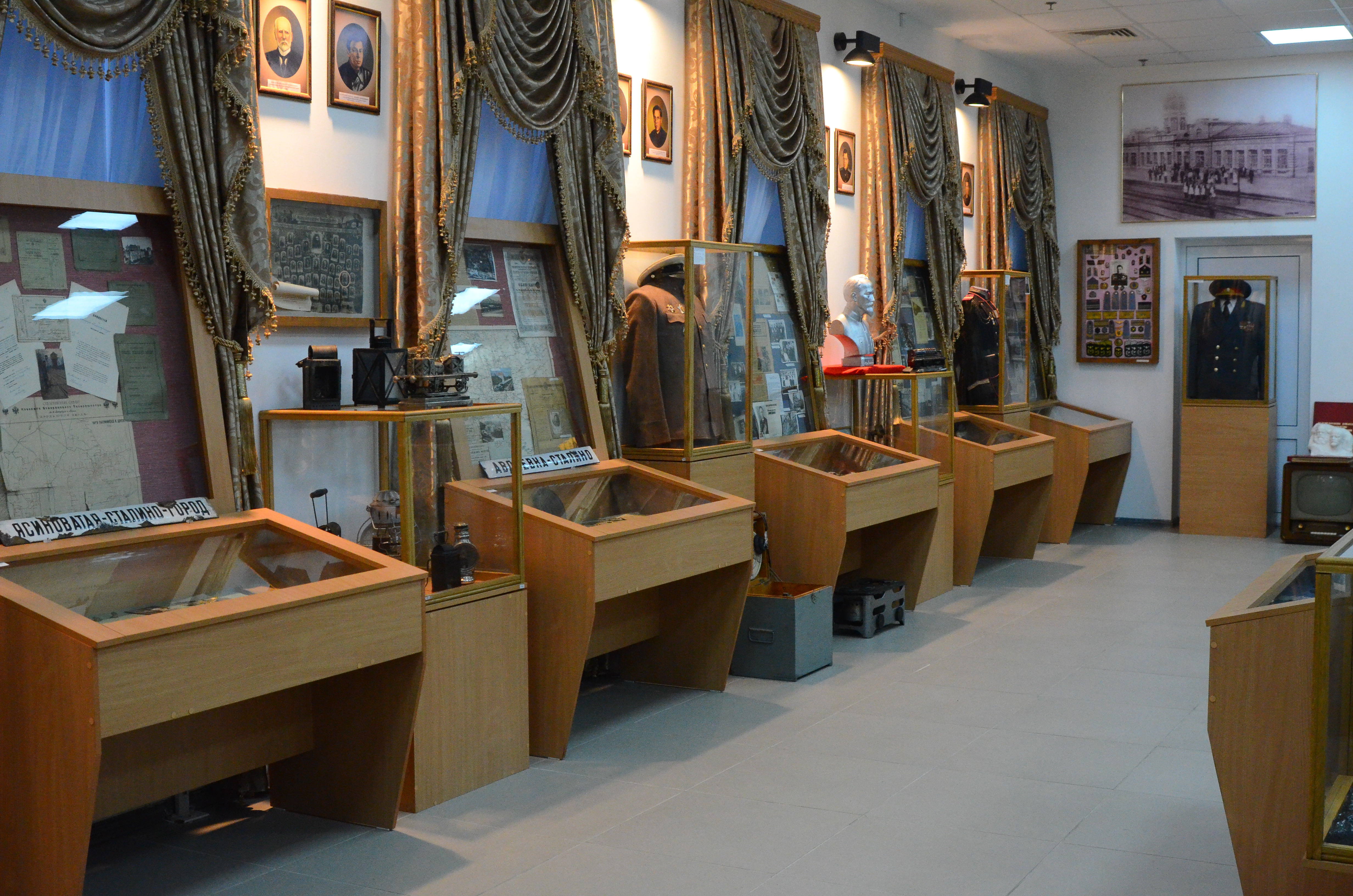
Salles
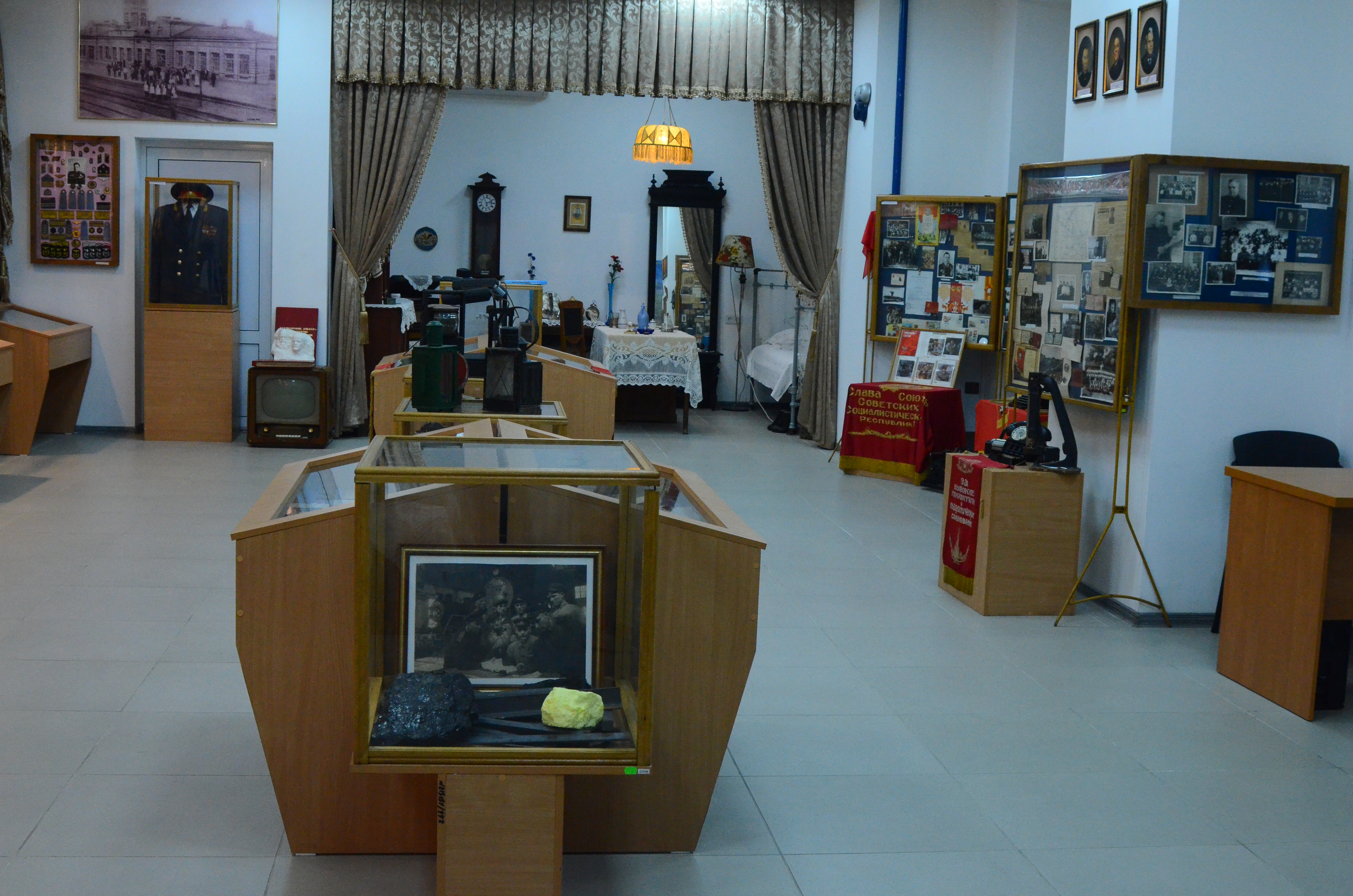
de présentation
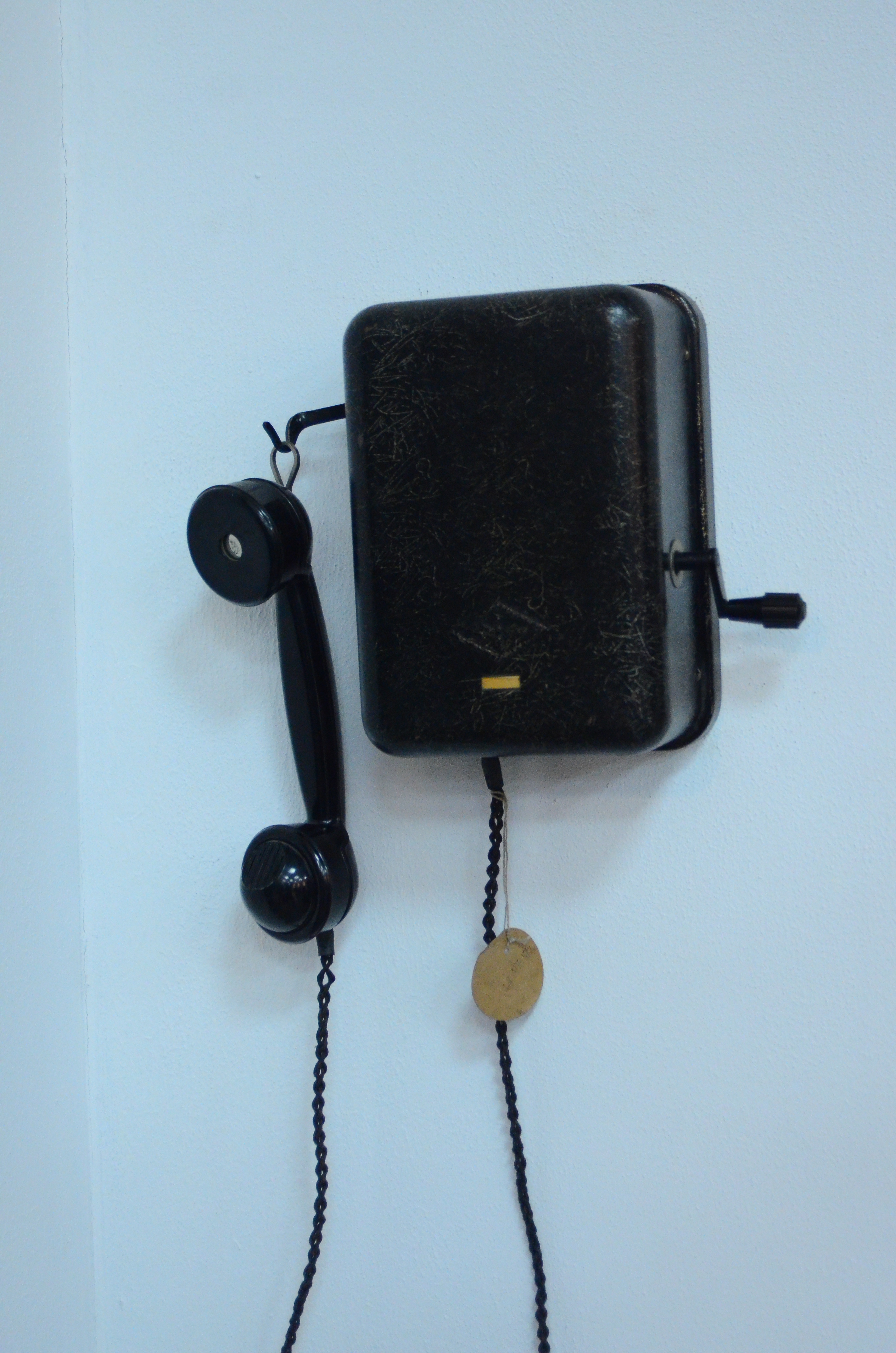
téléphone
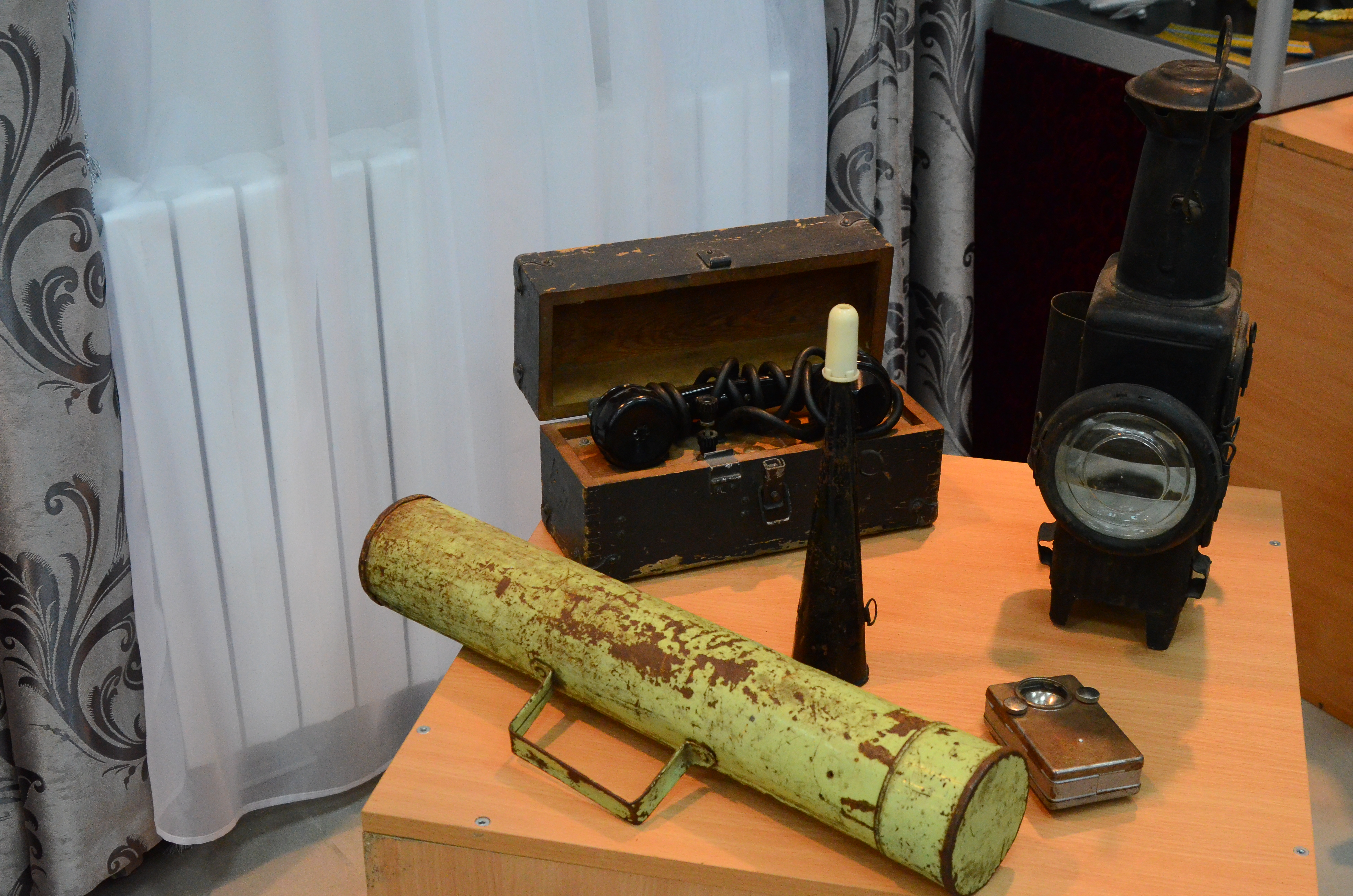
et matériel de service
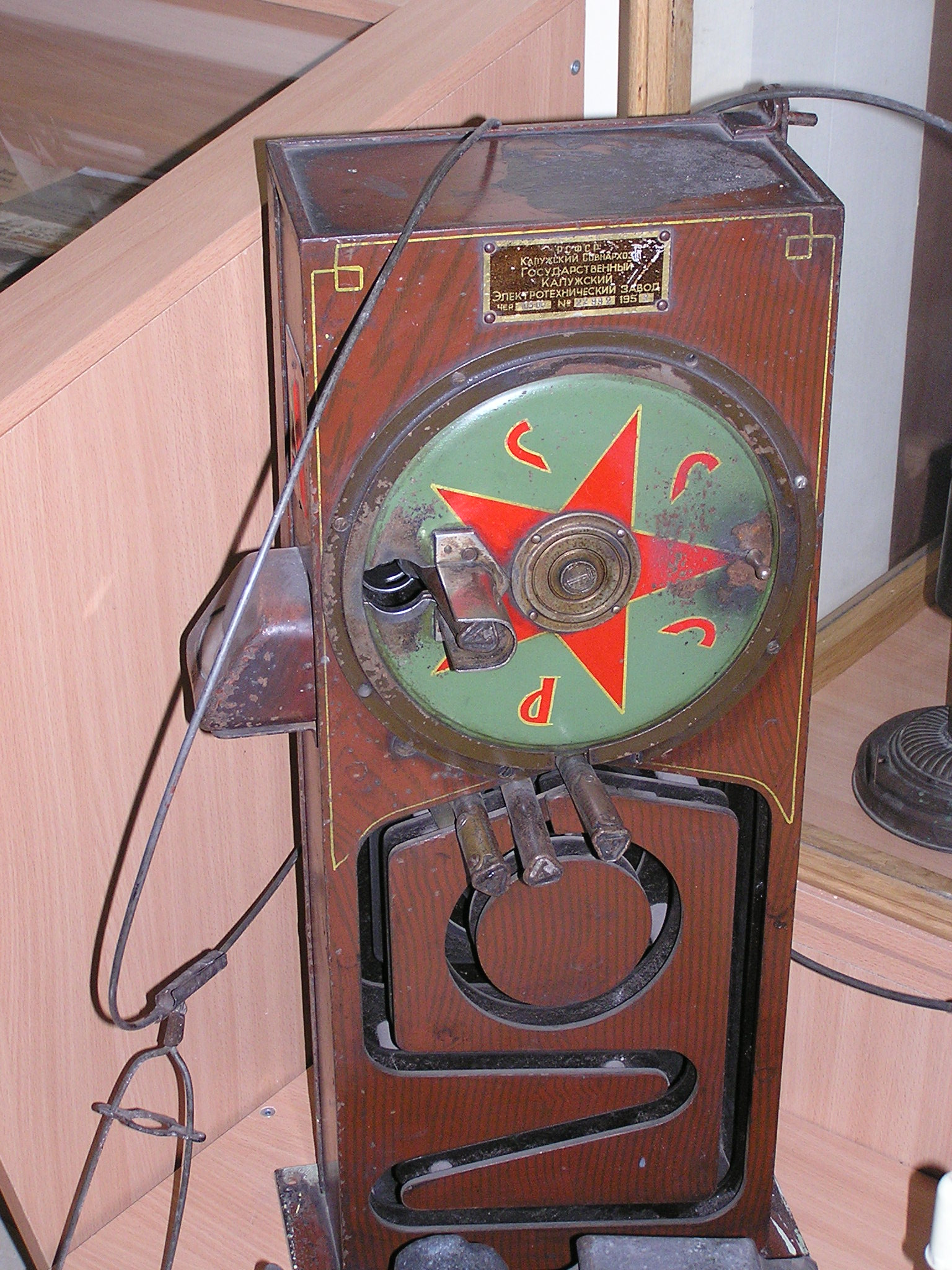
système Treger de suivit des convois
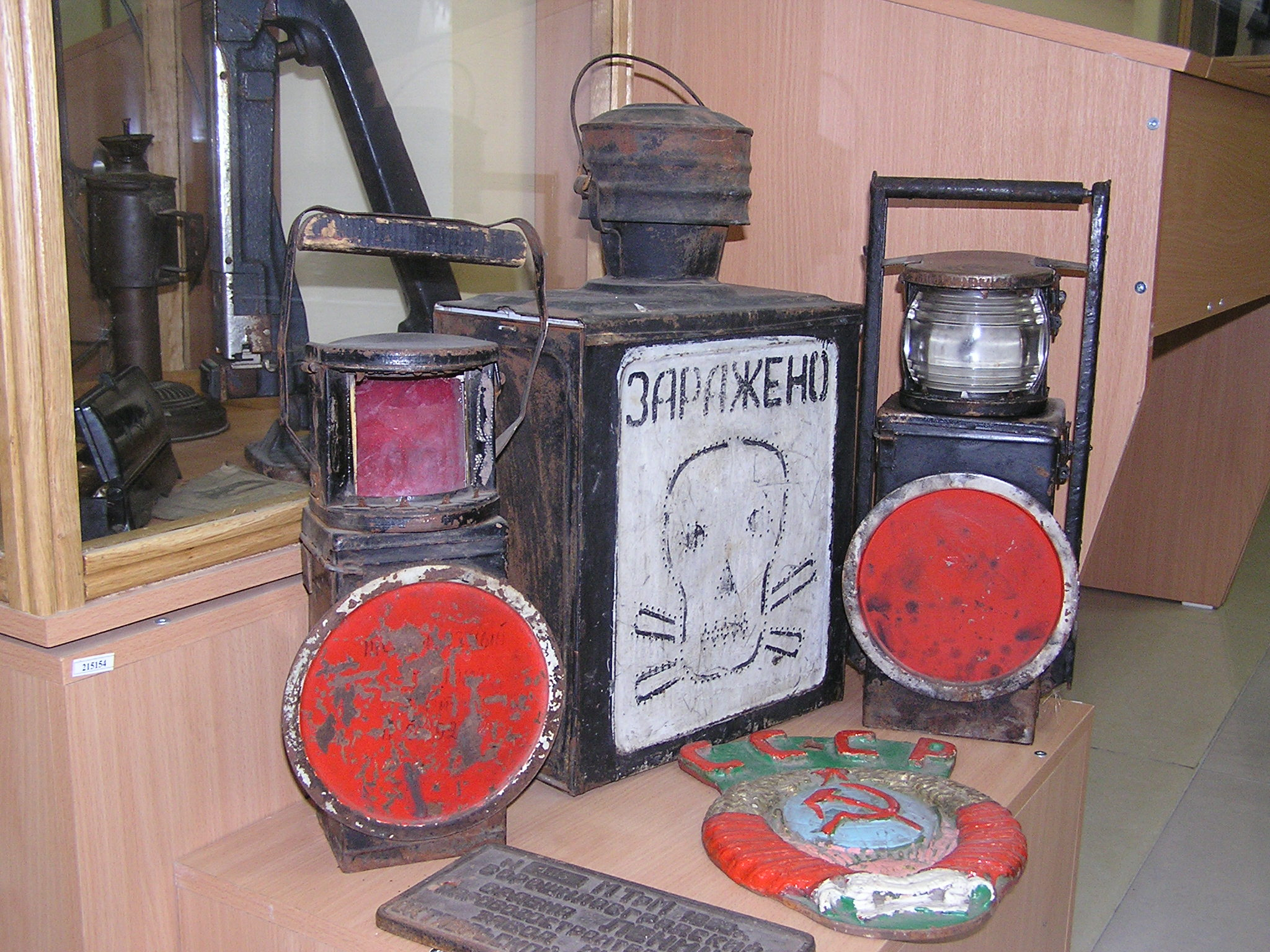
signalisation
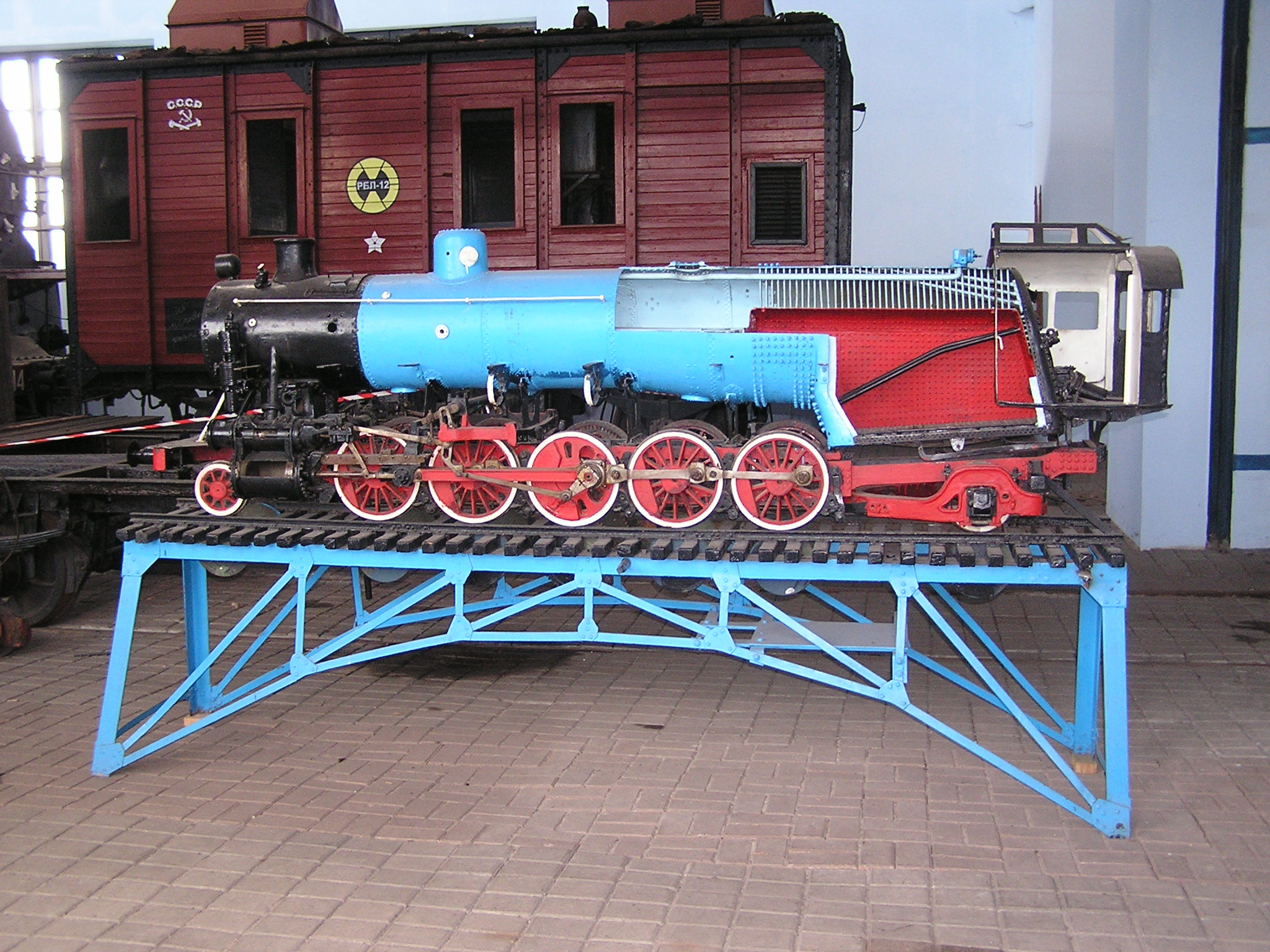
locomotive miniature.

### Uniformes

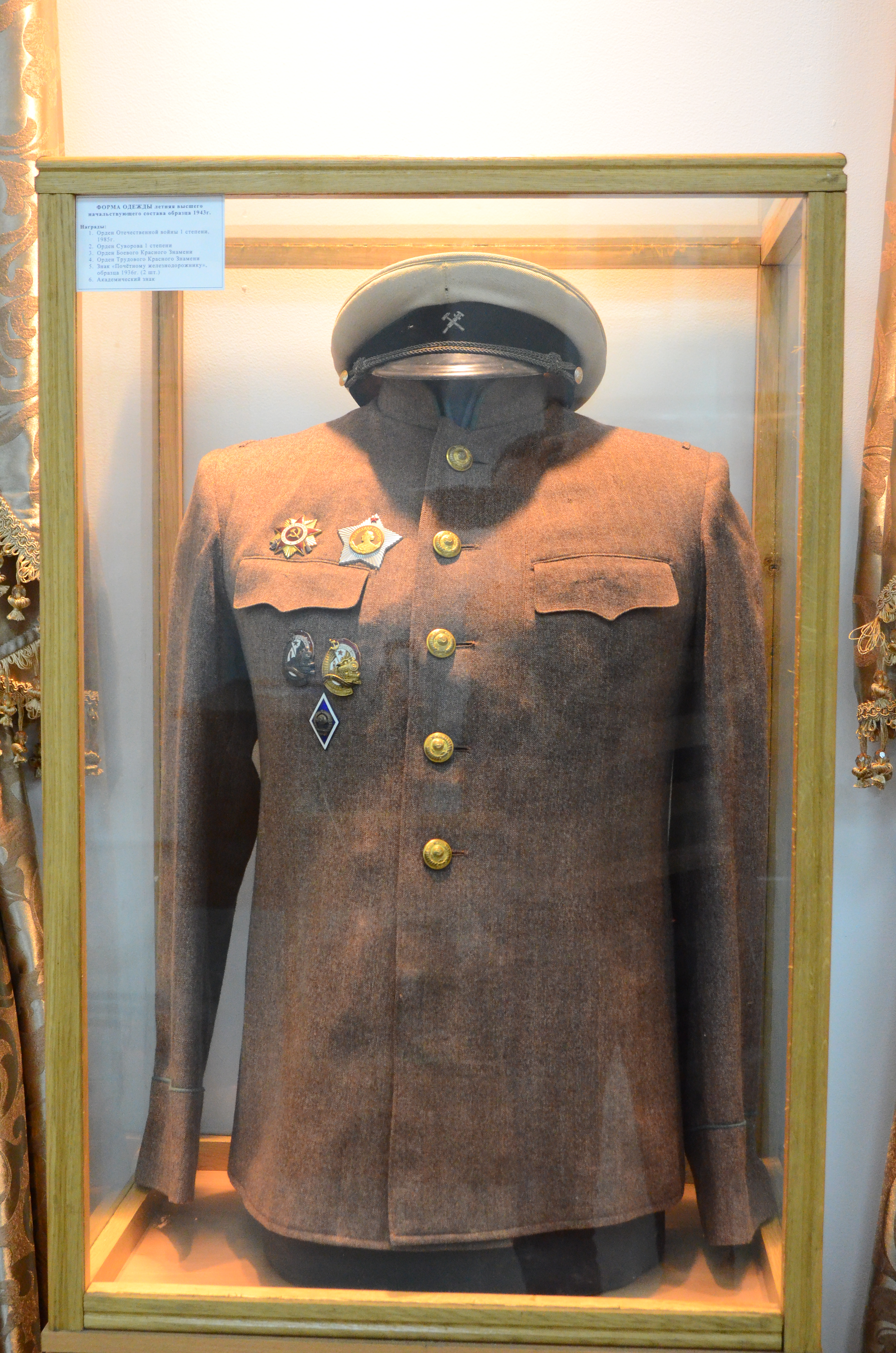
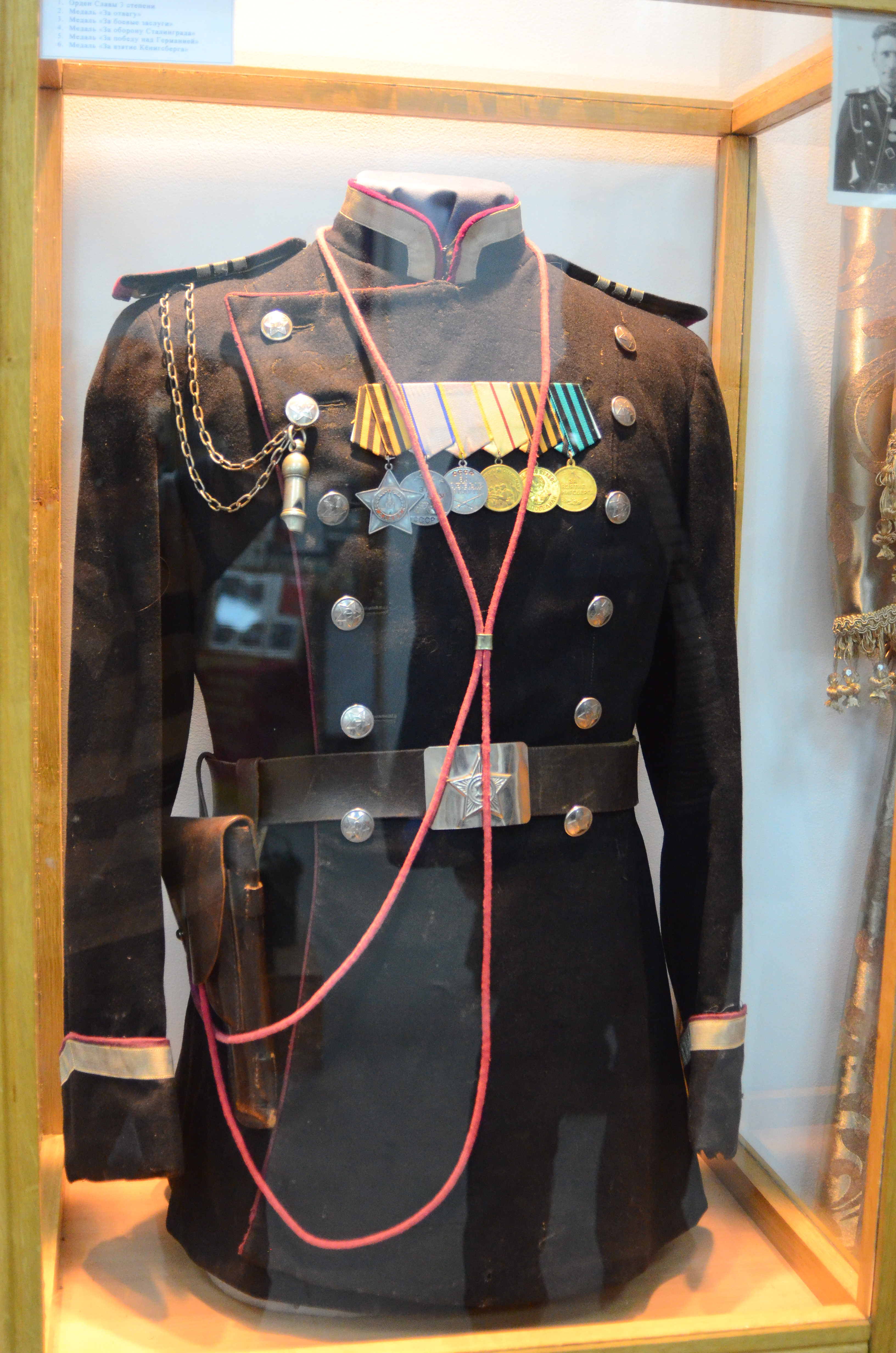
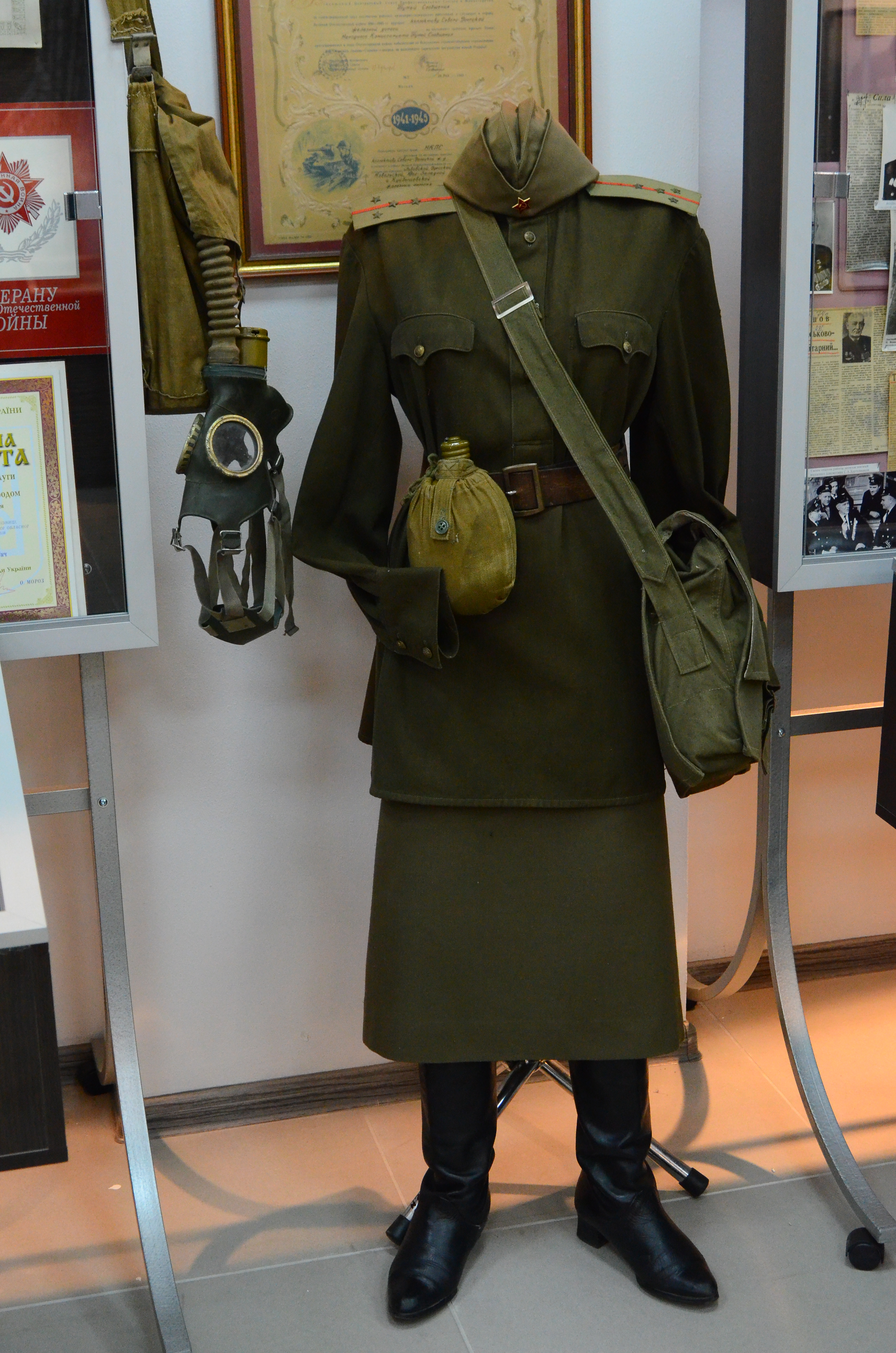
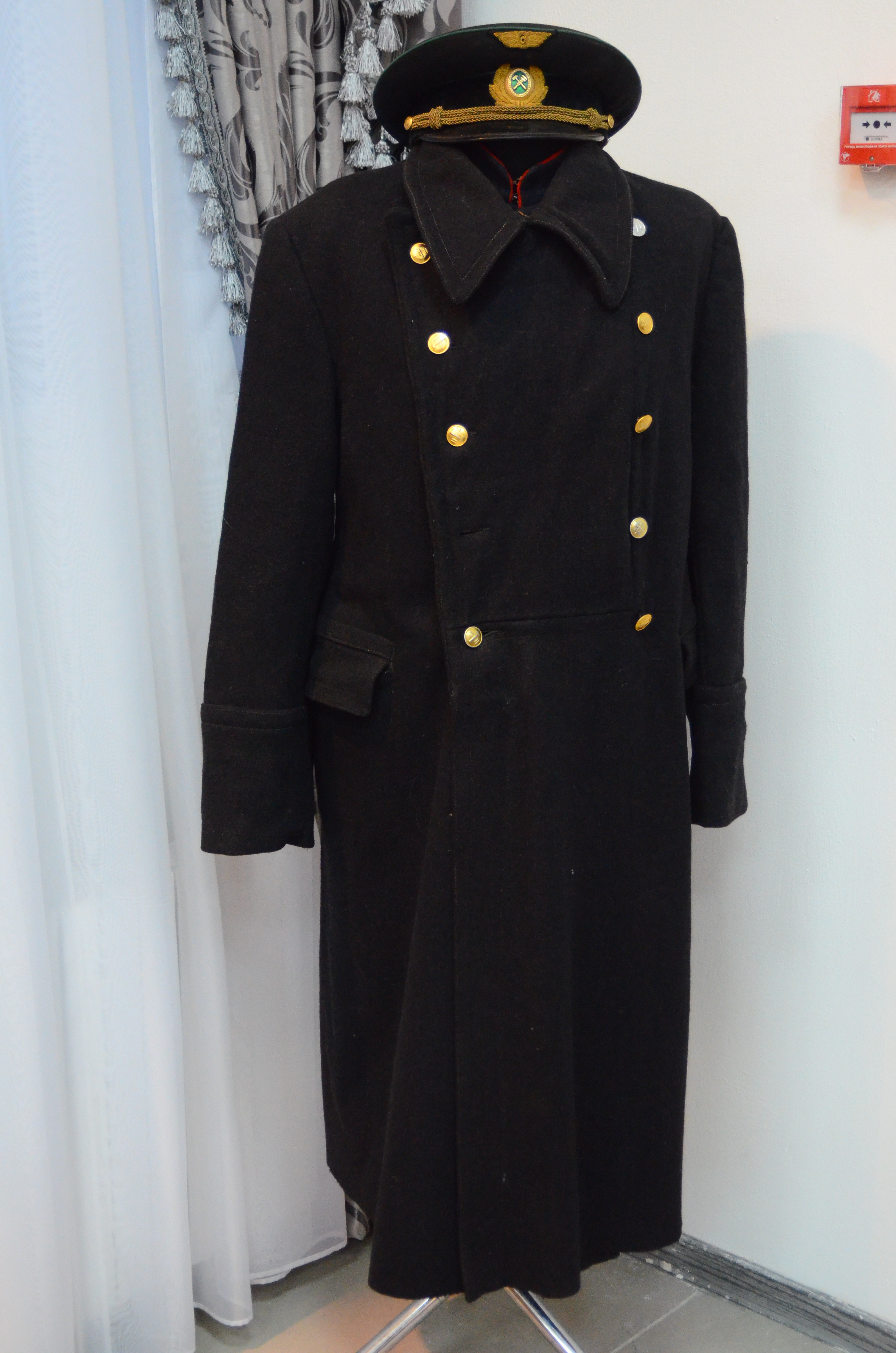
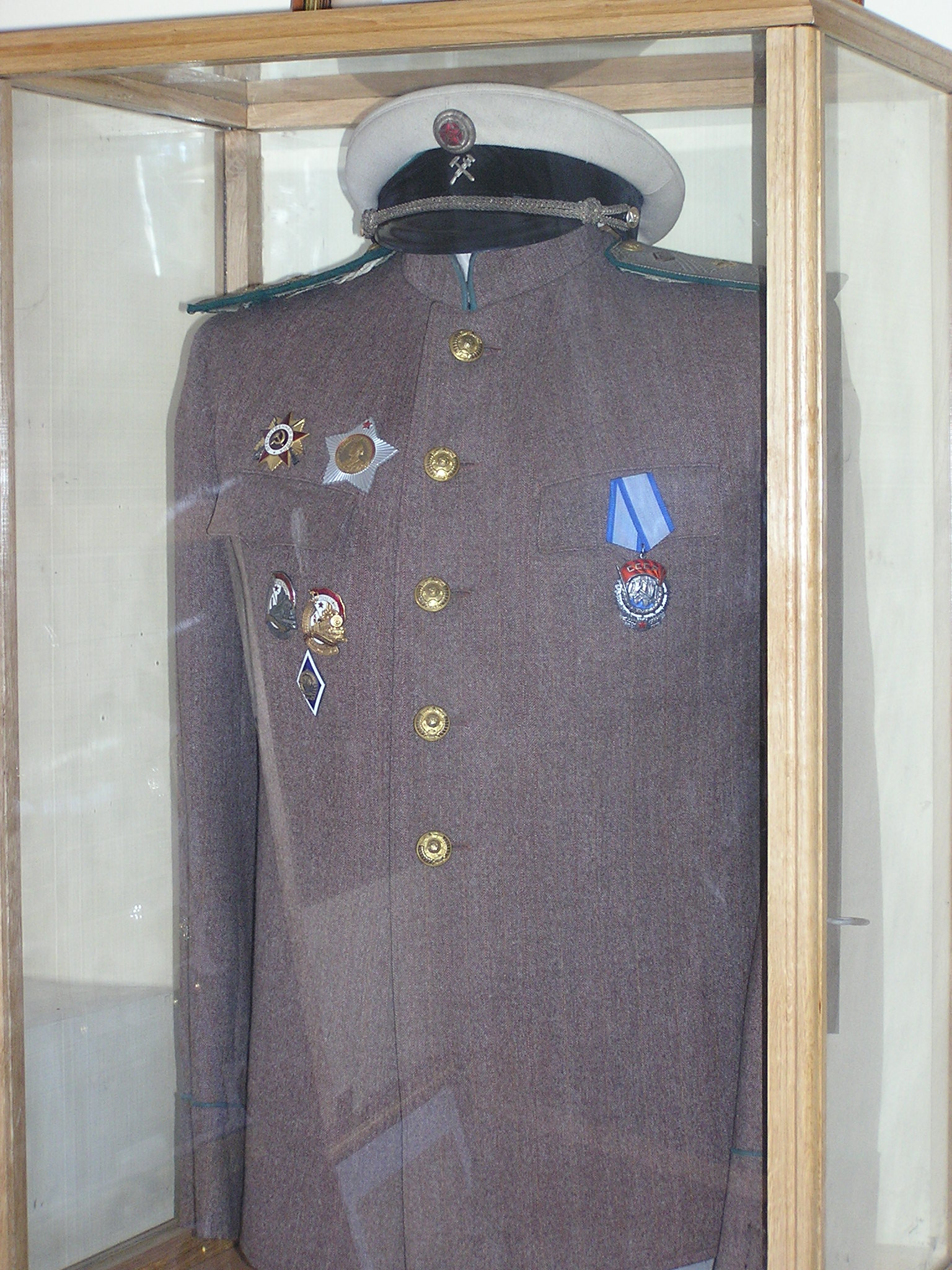
mécanicien.

### Véhicules

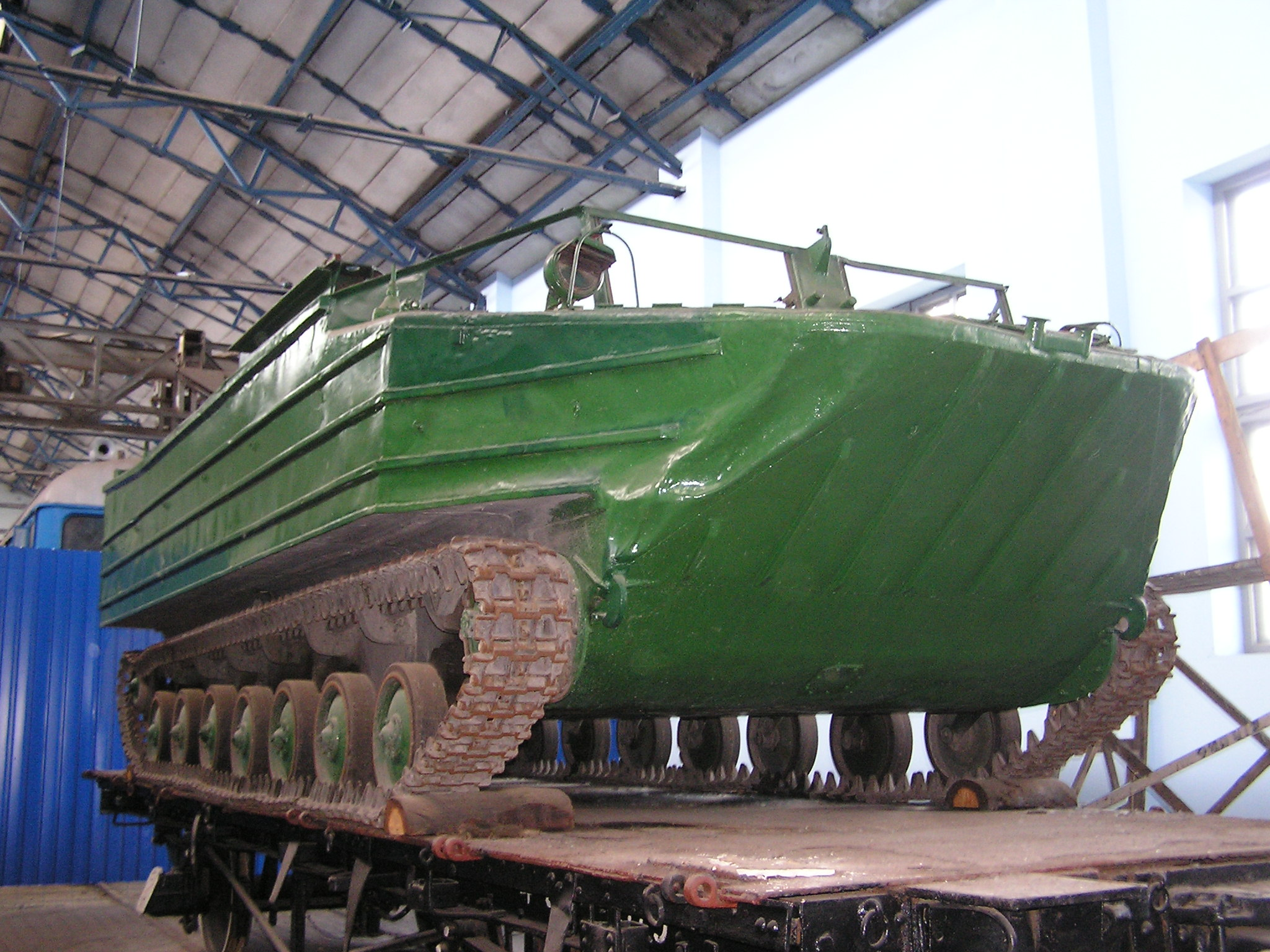
Un K-61
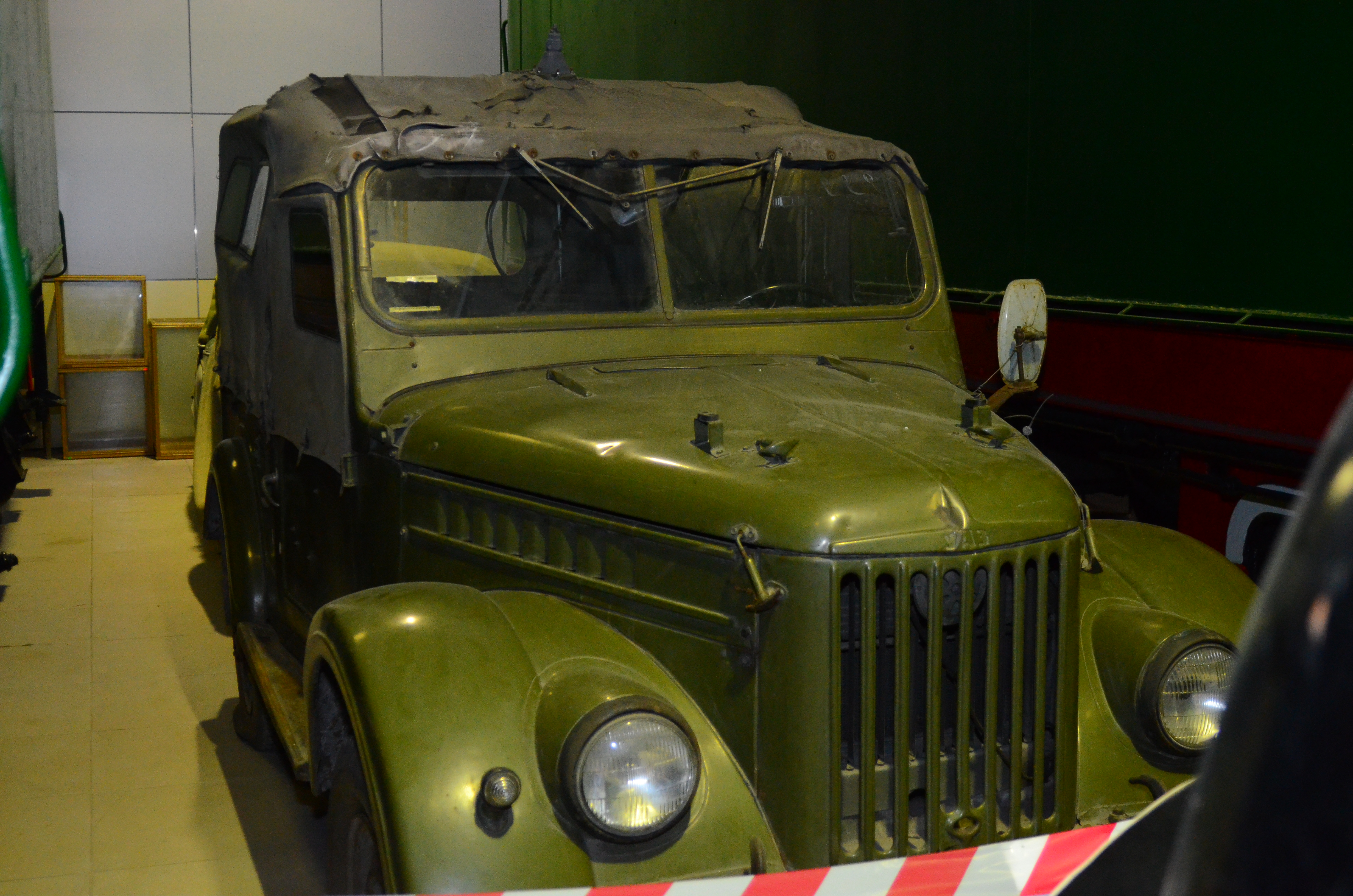
un GAZ-69
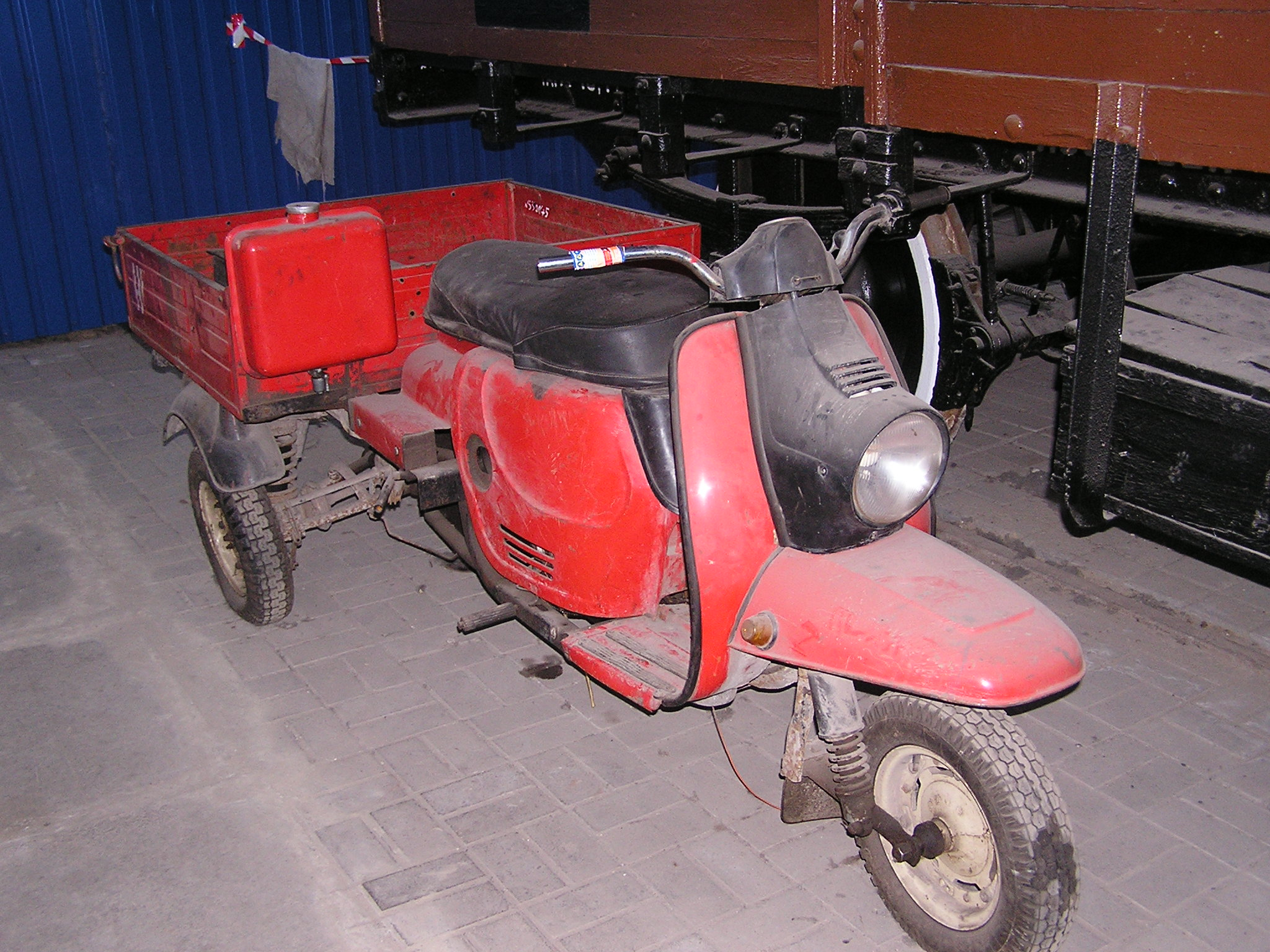
un triporteur TMZ Muravey
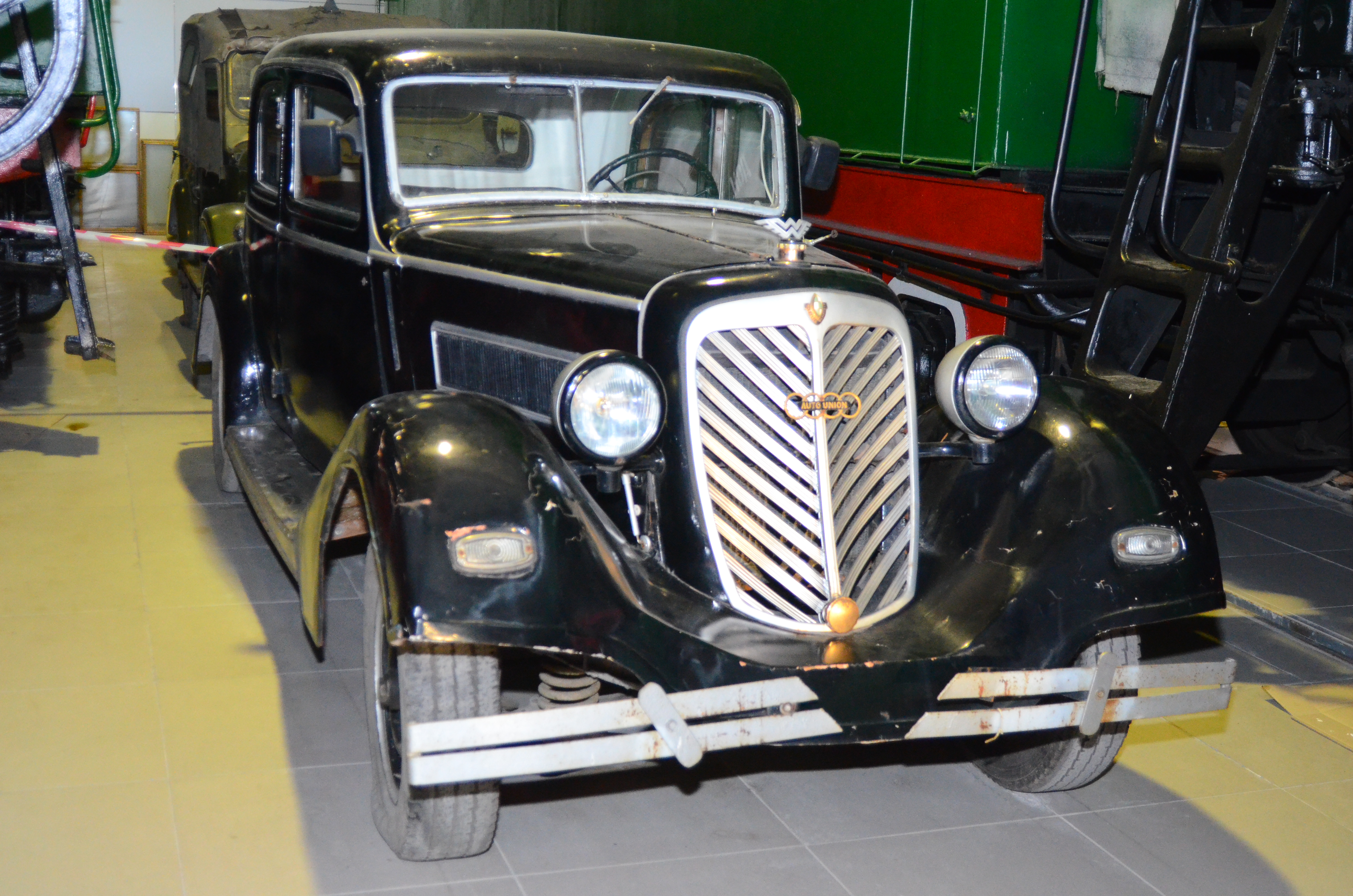
une Wanderer W22
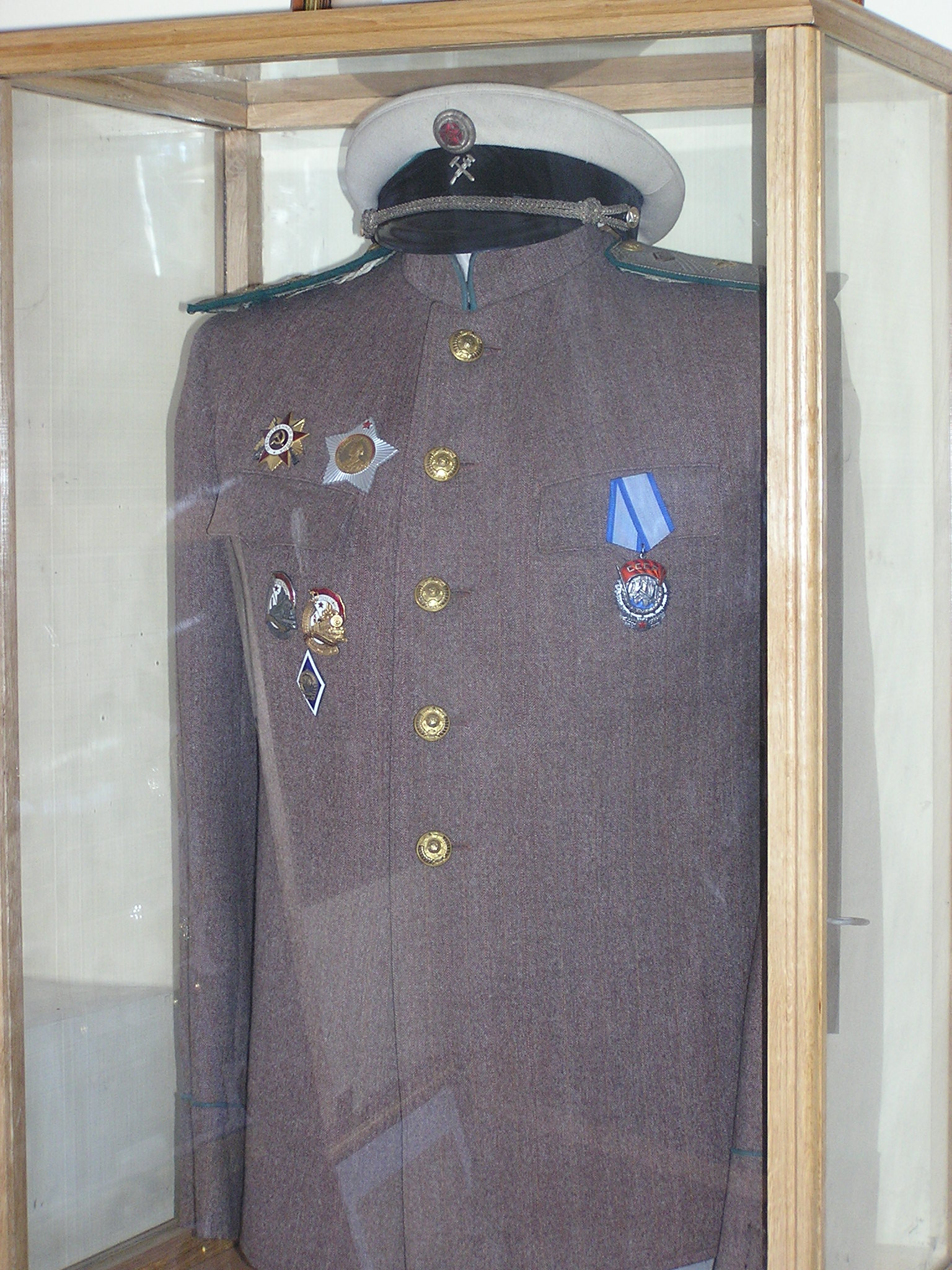
mécanicien.

### Matériel roulant

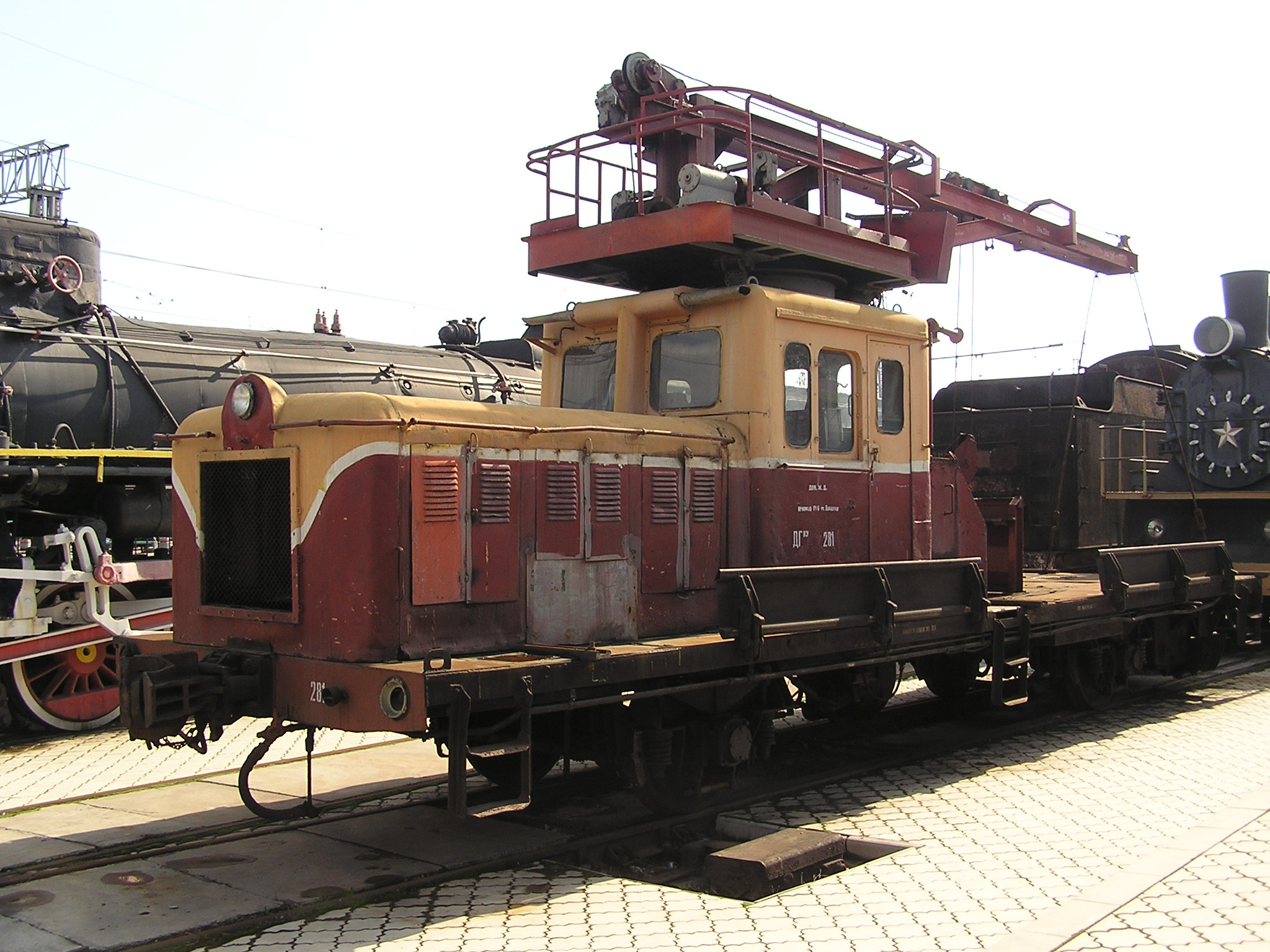
DG_ky 281
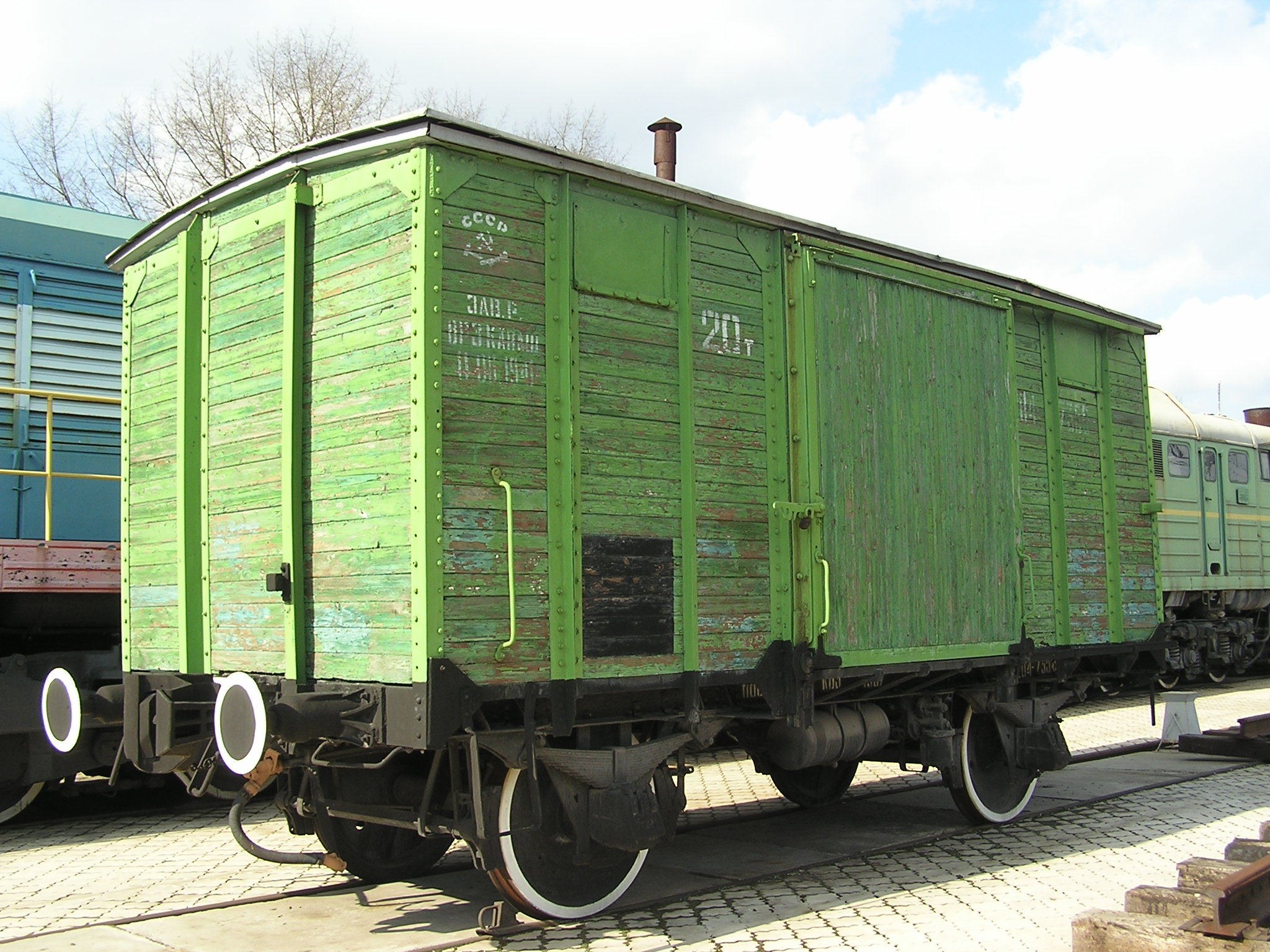
un wagon de marchandise 20 Tonnes
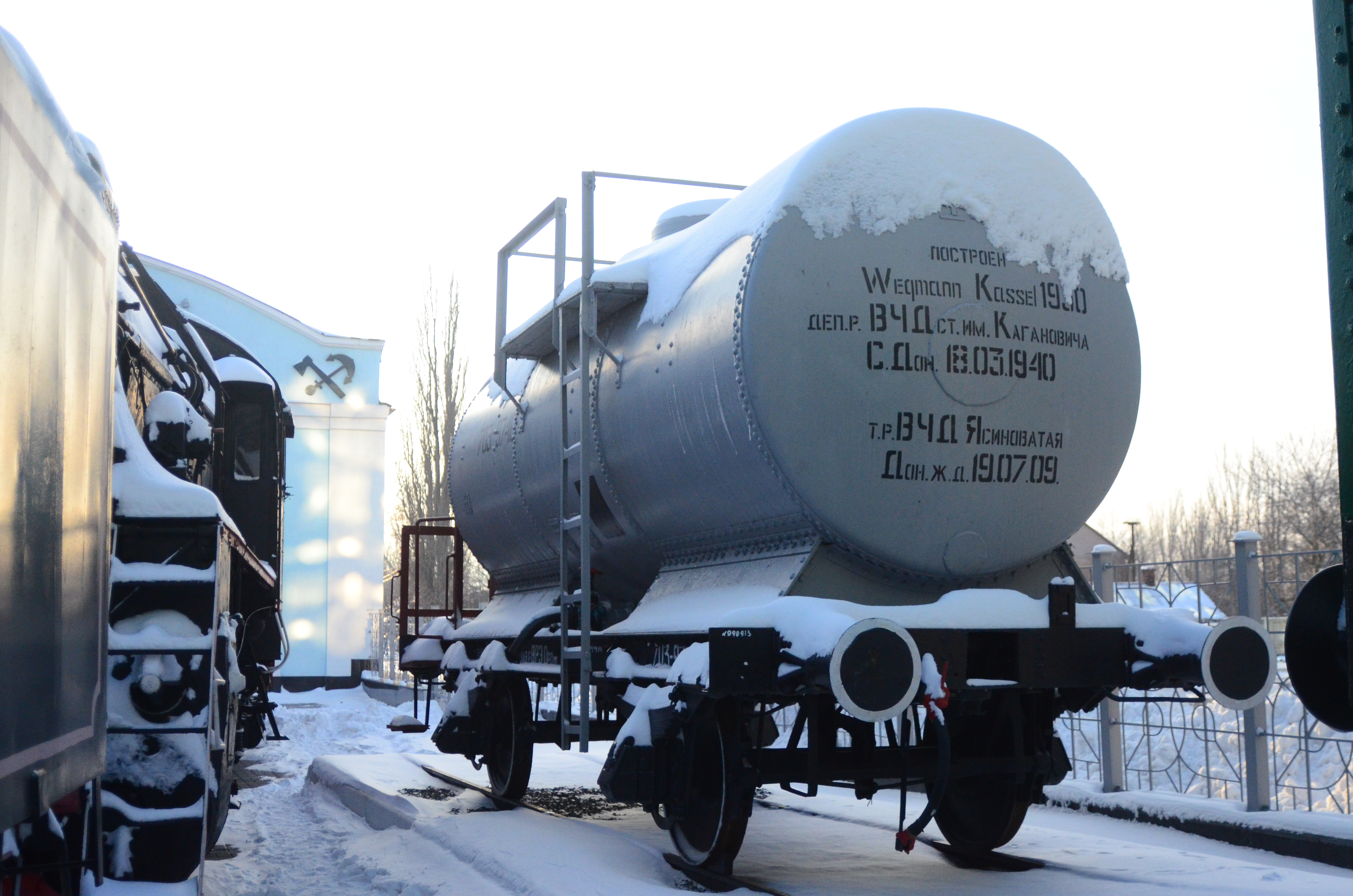
un wagon citerne
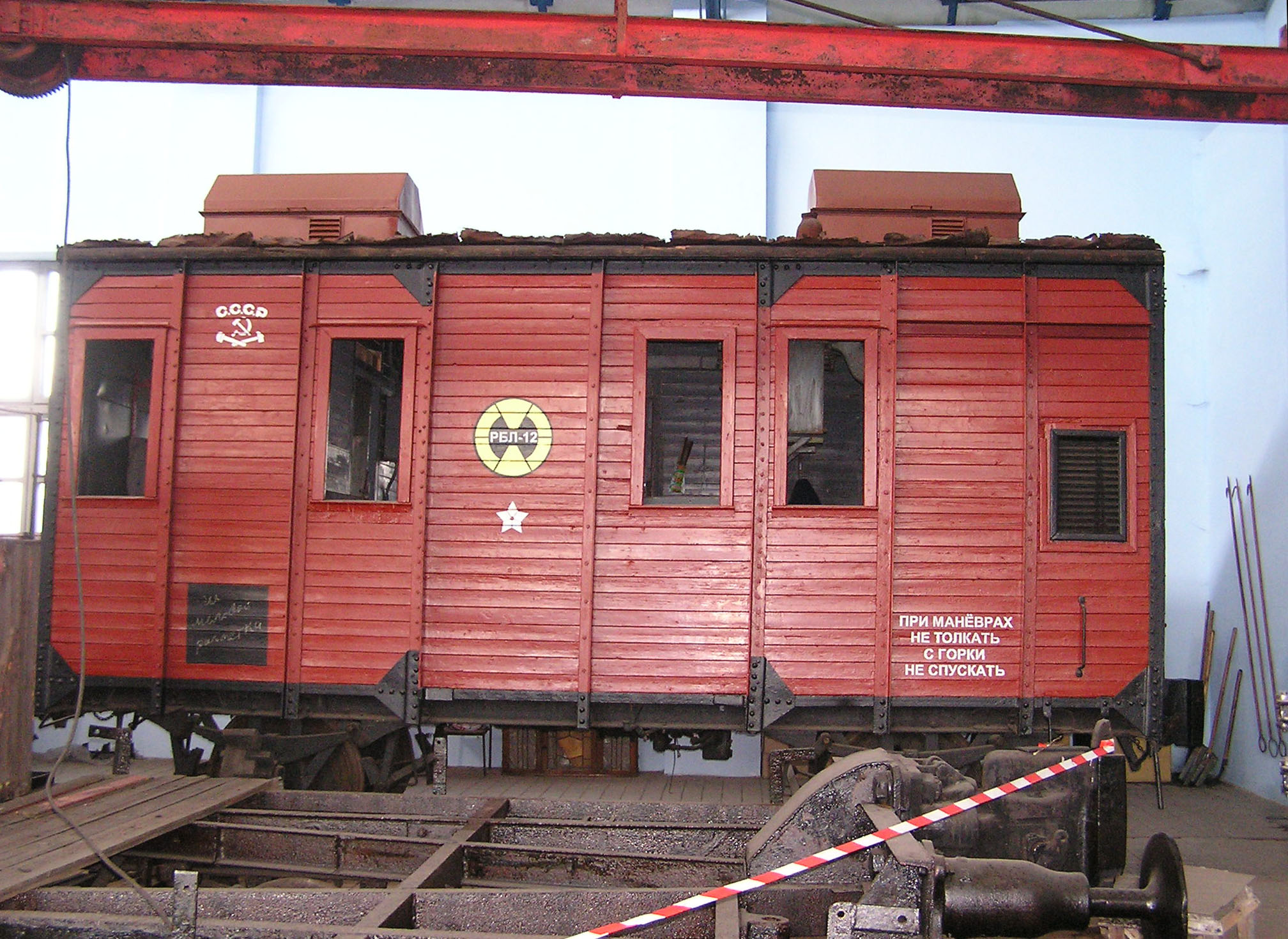
un wagon postal
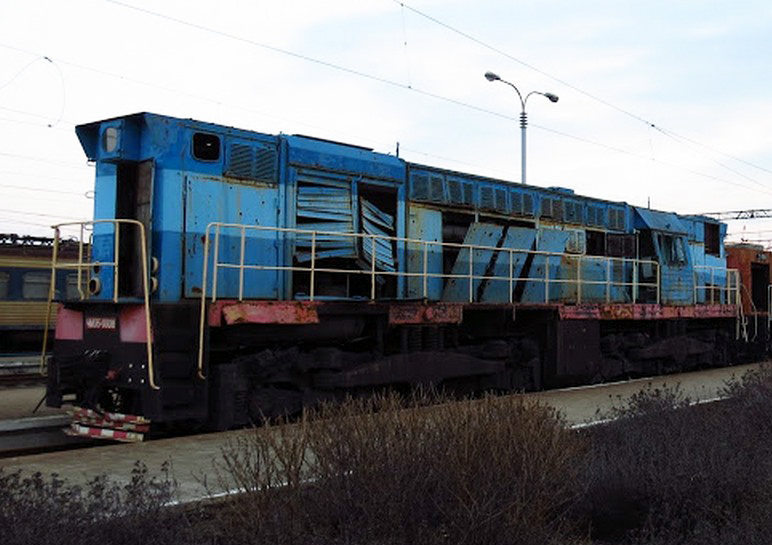
une locomotive électrique de manœuvre TchMe5
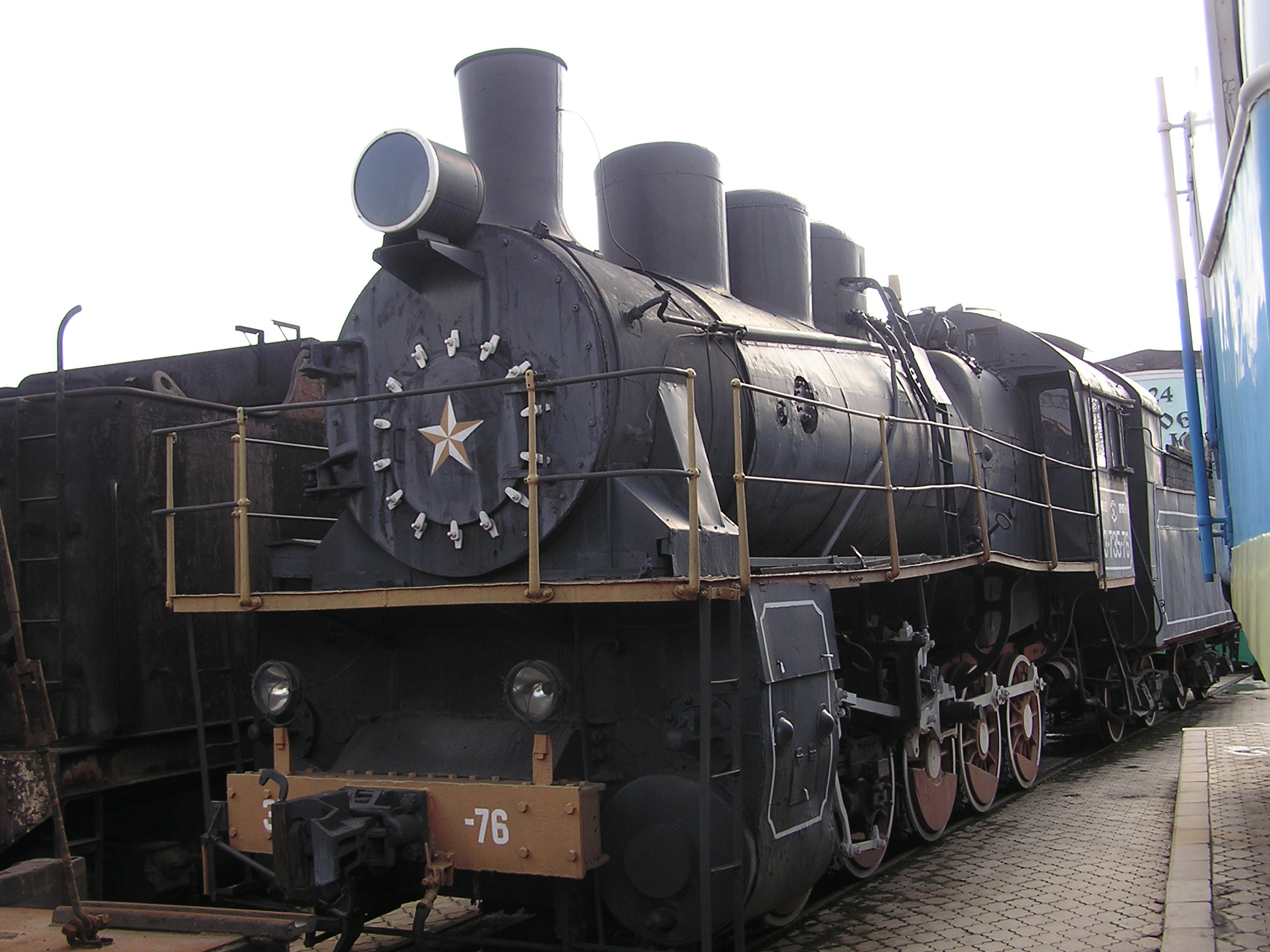
une EM 765-76
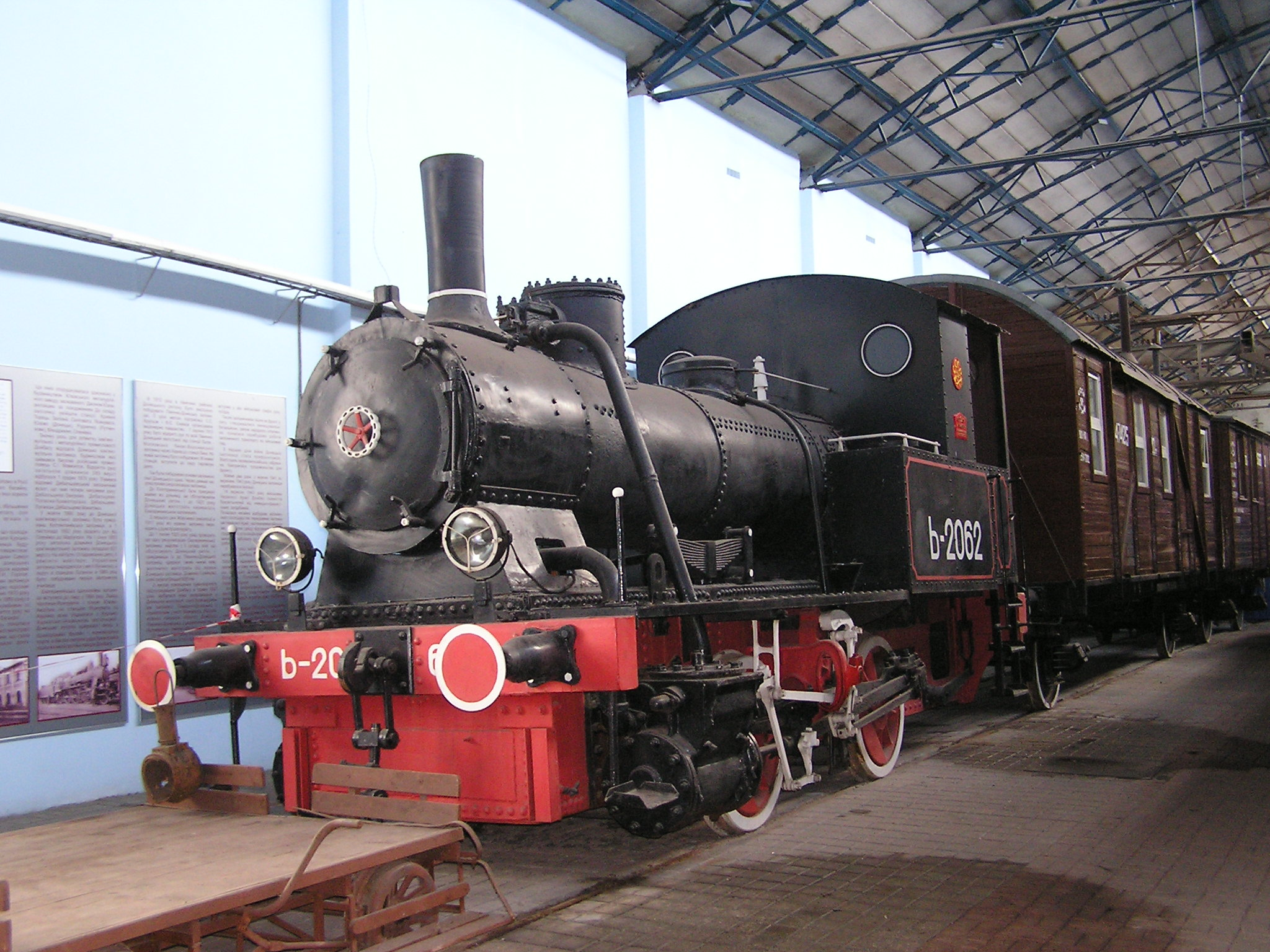
une B de 1912 à vapeur.